# نادي قهرمانان ميوند
نادي قهرمانان ميوند (بالفارسية: باشگاه فوتبال قهرمانان میوند) ، هي نادي رياضي لكرة القدم في العاصمة الأفغانية كابل ، أسست في شهر أغسطس سنة 2012م، وتلعب في الدوري الأفغاني الممتاز.

## مصدر
1. ↑  De Maiwand Atalan | APL نسخة محفوظة 12 يناير 2018 على موقع واي باك مشين.